# Lajna Imaillah

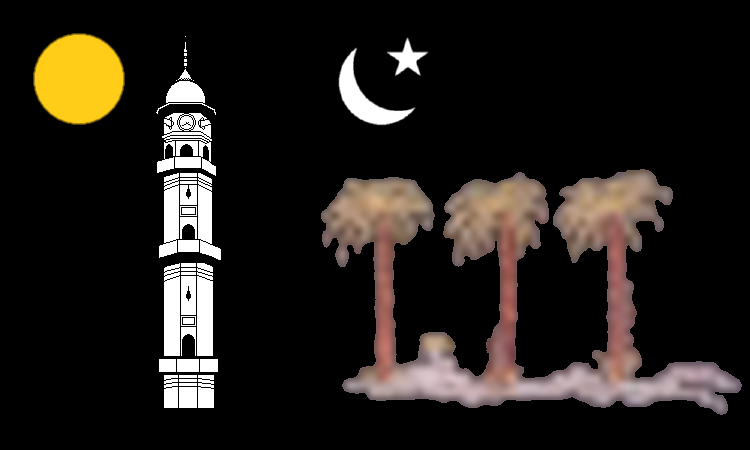
Flagge der Lajna Imaillah

Die Lajna Imaillah (Urdu ﻟﺠﻨﮧﺍﻣﺎﺀﷲ Ladschnah Imaillah, deutsch ‚Vereinigung der Dienerinnen Allahs‘) ist die Unterorganisation der Ahmadiyya Muslim Jamaat für Frauen. Sie wurde 1922 von Mirza Baschir ud-Din Mahmud Ahmad auf Vorschlag seiner Frau in Indien als wichtiger Schritt zur Emanzipation der Muslima gegründet. Die deutsche Unterorganisation der Lajna Imaillah wurde 1975 gegründet. Sie ist in Form einer Körperschaft des Öffentlichen Rechts organisiert und hat nach eigenen Angaben rund 20.000 Mitglieder.

## Organisation
Mitglied ist jede Ahmadifrau. Mitglieder unter 15 Jahren werden Nasirat genannt.
siehe unter Ahmadiyya Muslim Jamaat.

## Motto
Keine Nation kann Fortschritte machen, ohne ihre Frauen zu bilden.

## Aktivitäten
Intern setzt sich die Lajna Imaillah für die Bildung und Organisation der Frauen und Mädchen ein, wobei die Mädchen, die Nasratul Ahmadiyya (zwischen 7 und 14 Jahren), religiösen Unterricht erhalten und Ausflüge oder auch Auslandsfahrten unternehmen.
Zudem spendet die Lajna Imaillah finanzielle Mittel zum Bau von Schulen und Krankenhäusern, besonders im afrikanischen Raum.
Die Lajnas referieren in Schulen, an Universitäten und im Rahmen anderer (auch eigener) Veranstaltungen über den Islam und arbeiten in allen Bereichen von Männern unabhängig sowie ehrenamtlich.
In Deutschland geben die Ahmadifrauen die Zeitschrift Nuur für Frauen heraus und tragen wesentlich die Arbeit im gemeinschaftseigenen Fernsehprogramm Muslim Television Ahmadiyya (MTA) mit.

### Frauengasthaus
Auf Initiative der Ahmadifrauen wird auf dem Gelände der Nuur-Moschee ein Frauengasthaus mit sechs Wohneinheiten errichtet. Es soll Frauen in Not Unterstützung in einem „islamisch-geprägten Umfeld“ bieten. Daneben soll es auch „als Gästehaus, als Treffpunkt für Ausflüge und Sport“ genutzt werden.

### Moscheebau
Mit bundesweiten Spendensammlungen hat sich die Lajna Imaillah Deutschland die Aufgabe gestellt, den Bau der Khadija-Moschee in Berlin zu finanzieren. In den zwanziger Jahren war ein entsprechender Plan gescheitert, so dass die Spendengelder schließlich für die Fazl-Moschee in London verwendet wurden.
Ahmadiyya-Frauen beteiligen sich auch an der Planung der Moscheen. So wird die Khadija-Moschee in Heinersdorf nach dem Entwurf der Architektin Mubashra Ilyas gebaut, die schon an Moschee-Entwürfen in Stuhr bei Bremen und Offenbach am Main mitwirkte.

## Anmerkung
1. ↑  Benannt nach der ersten Moslemin und ersten Ehefrau des Propheten Mohammed, siehe Chadīdscha bint Chuwailid.